# Krupp Germaniawerft
Krupp Germaniawerft (Friedrich Krupp Germaniawerft) i Kiel var en av de största tillverkarna av militära skepp och ubåtar för den tyska marinen (Kaiserliche Marine och Deutsche Kriegsmarine).
Varvet grundades 1867 som Norddeutsche Schiffbaugesellschaft i Gaarden vid Kiel. Efter en konkurs 1879 drevs det vidare som Germaniawerft och togs 1896 över av Kruppkoncernen. Varvet fick en uppgång i samband med den militära upprustning som skedde innan första världskriget. Det tyska hangarfartyget Graf Zeppelins systerskepp, Flugzeugträger B påbörjades vid Krupp Germaniawerft i Kiel på hösten 1938 men byggandet avbröts den 19 september 1939. Under andra världskriget tillverkade man 131 ubåtar. 1944 var antalet anställda uppe i 10 000 varav 11 % var tvångsarbetare. Germaniawerft var vid krigsslutet delvis förstört och var ett av de första varven som monterades ner av segrarmakterna. Germaniawerft kom aldrig att återuppbyggas efter kriget.
Området där Germaniawerft låg är sedan slutet av 1960-talet plats för HDW:s tillverkning av ubåtar.